# Le Pin (Allier)
Le Pin és un municipi francès, situat al departament de l'Alier i a la regió d'Alvèrnia-Roine-Alps. L'any 2007 tenia 375 habitants.

## Demografia

### Població
El 2007 la població de fet de Le Pin era de 375 persones. Hi havia 158 famílies de les quals 54 eren unipersonals (23 homes vivint sols i 31 dones vivint soles), 50 parelles sense fills, 42 parelles amb fills i 12 famílies monoparentals amb fills.
La població ha evolucionat segons el següent gràfic:
Habitants censats

### Habitatges
El 2007 hi havia 204 habitatges, 163 eren l'habitatge principal de la família, 11 eren segones residències i 30 estaven desocupats. Tots els 202 habitatges eren cases. Dels 163 habitatges principals, 116 estaven ocupats pels seus propietaris, 44 estaven llogats i ocupats pels llogaters i 3 estaven cedits a títol gratuït; 5 tenien dues cambres, 21 en tenien tres, 44 en tenien quatre i 93 en tenien cinc o més. 139 habitatges disposaven pel capbaix d'una plaça de pàrquing. A 66 habitatges hi havia un automòbil i a 81 n'hi havia dos o més.

### Piràmide de població
La piràmide de població per edats i sexe el 2009 era:
| Homes | Edats   | Dones |
| ----- | ------- | ----- |
| 0     | 95 o +  | 0     |
| 0     | 90 a 94 | 0     |
| 4     | 85 a 89 | 0     |
| 4     | 80 a 84 | 12    |
| 12    | 75 a 79 | 12    |
| 8     | 70 a 74 | 12    |
| 20    | 65 a 69 | 12    |
| 8     | 60 a 64 | 24    |
| 4     | 55 a 59 | 4     |
| 8     | 50 a 54 | 8     |
| 20    | 45 a 49 | 0     |
| 8     | 40 a 44 | 16    |
| 16    | 35 a 39 | 4     |
| 16    | 30 a 34 | 12    |
| 12    | 25 a 29 | 16    |
| 0     | 20 a 24 | 4     |
| 8     | 15 a 19 | 8     |
| 12    | 10 a 14 | 12    |
| 8     | 5 a 9   | 8     |
| 8     | 0 a 4   | 20    |

## Economia
El 2007 la població en edat de treballar era de 213 persones, 161 eren actives i 52 eren inactives. De les 161 persones actives 154 estaven ocupades (89 homes i 65 dones) i 7 estaven aturades (3 homes i 4 dones). De les 52 persones inactives 24 estaven jubilades, 9 estaven estudiant i 19 estaven classificades com a «altres inactius».

### Ingressos
El 2009 a Le Pin hi havia 169 unitats fiscals que integraven 382 persones, la mediana anual d'ingressos fiscals per persona era de 13.712 €.

### Activitats econòmiques
Dels 17 establiments que hi havia el 2007, 1 era d'una empresa alimentària, 7 d'empreses de construcció, 2 d'empreses de comerç i reparació d'automòbils, 1 d'una empresa de transport, 1 d'una empresa d'hostatgeria i restauració, 4 d'empreses de serveis i 1 d'una empresa classificada com a «altres activitats de serveis».
Dels 10 establiments de servei als particulars que hi havia el 2009, 1 era un taller de reparació d'automòbils i de material agrícola, 1 taller d'inspecció tècnica de vehicles, 1 paleta, 2 guixaires pintors, 1 fusteria, 1 lampisteria, 2 empreses de construcció i 1 perruqueria.
L'únic establiment comercial que hi havia el 2009 era una fleca.
L'any 2000 a Le Pin hi havia 33 explotacions agrícoles que ocupaven un total de 1.674 hectàrees.

## Equipaments sanitaris i escolars
El 2009 hi havia una escola maternal integrada dins d'un grup escolar amb les comunes properes formant una escola dispersa.

## Poblacions properes
El següent diagrama mostra les poblacions més properes.